# الابا کولیتو
الابا کولیتو (به لاتین: Alaba Kulito) یک منطقهٔ مسکونی در اتیوپی است که در منطقه ملل جنوبی، ملیت‌ها و مردم واقع شده‌است.

## خصوصیات
الابا کولیتو ۲۷٬۳۵۹ نفر جمعیت دارد و ۱٬۷۲۶ متر بالاتر از سطح دریا واقع شده‌است.